# أندريه ميجر
أندريه ميجر هو كاتب وشاعر كندي، ولد في 22 أبريل 1942 في مونتريال في كندا.

## وصلات خارجية
- أندريه ميجر على موقع الموسوعة البريطانية (الإنجليزية)